# Welsh (Louisiana)
Welsh ist eine Stadt in Jefferson Davis Parish, Louisiana, Vereinigte Staaten. Die Einwohnerzahl betrug bei der Volkszählung 2010 3226. Sie ist Teil der Jennings Micropolitan Statistical Area.

## Geschichte
Welsh war ursprünglich ein Gehöft, das dem ehemaligen Plantagenaufseher und Soldaten der Konföderierten Armee Henry Welsh in den späten 1800er Jahren gehörte. 1881 schenkte Welsh der Southern Pacific Railroad ein Wegerecht und ein Abschnittshaus unter der Bedingung, dass die Züge in der Stadt halten. Die Stadt Welsh wurde 1880 geplattet und am 15. März 1888 gegründet, als Henry Welsh zum ersten Bürgermeister gewählt wurde.

## Demografie
Nach einer Schätzung von 2019 leben in Welsh 3227 Menschen. Die Bevölkerung teilte sich im selben Jahr auf in 75,5 % Weiße, 12,4 % Afroamerikaner und 3,3 % mit zwei oder mehr Ethnizitäten. Hispanics oder Latinos aller Ethnien machten 8,5 % der Bevölkerung aus. Das mittlere Haushaltseinkommen lag bei 32.228 US-Dollar und die Armutsquote bei 17,0 %.

## Persönlichkeiten
- Canray Fontenot (1922–1995), Cajun-Musiker
- Phillip Walker (1937–2010), Bluessänger und Gitarrist